# Lakewood (Zamboanga del Sur)
Lakewood is een gemeente in de Filipijnse provincie Zamboanga del Sur op het eiland Mindanao. Bij de laatste census in 2007 had de gemeente bijna 19 duizend inwoners.

## Geografie

### Bestuurlijke indeling
Lakewood is onderverdeeld in de volgende 14 barangays:
| - Bagong Kahayag - Baking - Biswangan - Bululawan - Dagum - Gasa - Gatub | - Lukuan - Matalang - Poblacion - Sapang Pinoles - Sebuguey - Tiwales - Tubod |

## Demografie
Lakewood had bij de census van 2007 een inwoneraantal van 18.562 mensen. Dit zijn 2.245 mensen (13,8%) meer dan bij de vorige census van 2000. De gemiddelde jaarlijkse groei komt daarmee uit op 1,79%, hetgeen lager is dan het landelijk jaarlijks gemiddelde over deze periode (2,04%). Vergeleken met de census van 1995 is het aantal mensen met 3.961 (27,1%) toegenomen.

De bevolkingsdichtheid van Lakewood was ten tijde van de laatste census, met 18.562 inwoners op 201,3 km², 92,2 mensen per km².